# 叠氮化锌
叠氮化锌是一种无机化合物，化学式为Zn(N3)2。它可由碳酸锌和叠氮酸反应得到。它也可由锌和叠氮化银反应，生成Zn(N3)2(NH3)2经真空热分解得到。它在空气中会放出叠氮化氢。它可以形成叠氮配离子[Zn(N3)4]2−。